# Joseph Parmentier
Joseph Parmentier (Brussel, 13 februari 1949 - 15 september 2005) was een Belgisch politicus voor de PS.

## Levensloop
Parmentier was licentiaat in de administratieve- en arbeidswetenschappen en werd beroepshalve leraar sociaal, publiek en administratief recht. Van 1983 tot 1989 was hij kabinetschef op de dienst Openbare Werken van de stad Brussel.
Hij werd politiek actief voor de PS en zetelde voor deze partij van 1989 tot 1999 en van 2002 tot aan zijn plotse dood in 2005 in het Brussels Hoofdstedelijk Parlement. Hij was er onder meer voorzitter van de commissie Milieu en was een actief parlementslid.